# Буххольц, Макс
Макс Буххольц (нем. Max Буххольц, 13 февраля 1875 года в Крефельде — 4 января 1956 года в Касселе) -- немецкий инженер-электротехник.

## Биография
Макс Буххольц, находясь на должности главного ведущего сотрудника ведомства по строительству, в 1916 году был руководителем строительства электрической сети для Прусского государственного ведомства по электричеству г. Кассель (нем. Preußischen Staatlichen Elektrizitätsamts Kassel).
В 1923 году, сидя в ванной, он изобрел названный в его честь реле Бухгольца
21 июня 1923 года он зарегистрировал патент D. R. P. 417 213 «Процесс наблюдения или самостоятельного окончания кипячения, варки или аналогичных химических процессов, вызывающих чад» (нем. Verfahren zum Uberwachen oder selbsttätigen Beenden von Koch-, Gar - oder ähnlichen chemischen Prozessen, bei denen Dämpfe entstehen). Как средство защиты это реле определяет перегрузку и замыкания в трансформаторов образованием пузырьков в масле трансформатора.

## Публикации
- "Programm für die Versuche mit dem Буххольц-Schutz für Transformatoren mit und ohne Ausgleichsgefäss, Schalter usw. am 23. okt. 1927 beim Kraftwerk Main-Wesen" im Netz der preussischen Kraftwerke «Oberweser» Akt.Ges. Kassel"; Kasseler Post, 1927
- "Niederschrift Versuche über die mit dem Буххольц-Schutz für Transformatoren mit und ohne Oel-Ausgleichgefäß, Schalter, Motore usw. am 23. Okt. 1927 beim Großkraftwerk Borken (Hessen) der Preußischen Elektrizitäts-Aktien-Ges., Abt. Kassel"; Preuss. Elektrizitäts A.-G., Abt. Kassel, 1928